# Timor-Leste nos Jogos Olímpicos de Inverno da Juventude de 2016
Timor-Leste participou nos Jogos Olímpicos de Inverno da Juventude de 2016, realizados em Lillehammer, na Noruega entre 12 e 21 de fevereiro de 2016. O país foi representado por um atleta, Alexi Goutt Gonçalves, na modalidade do esqui alpino.

## Esqui alpino
Alexi Goutt Gonçalves é o primeiro representante timorense a qualificar-se para os Jogos Olímpicos de Inverno da Juventude. Apesar da sua presença na cerimónia de abertura, não participou de nenhuma prova do esqui alpino.